# Quicksilver Messenger Service

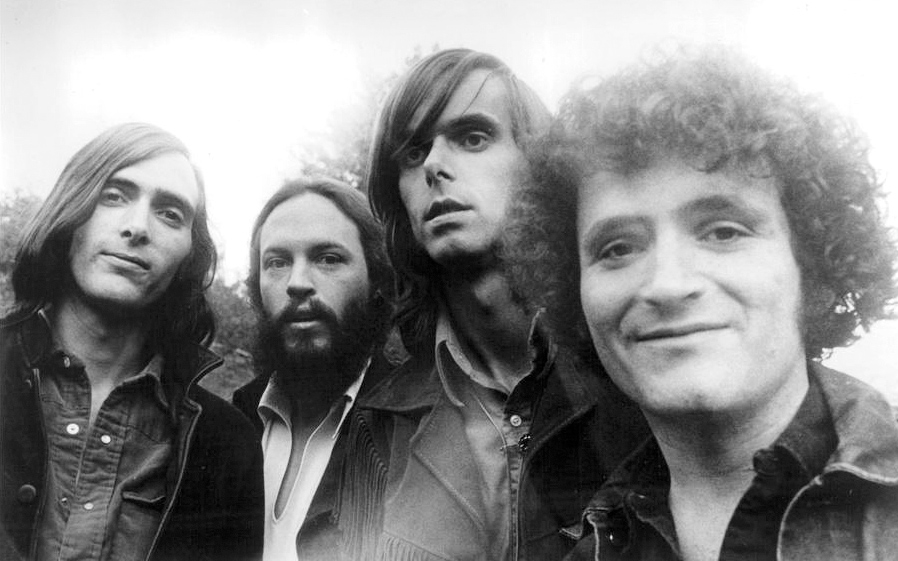
Quicksilver Messenger Service

Quicksilver Messenger Service was een van de bands die optraden bij de Gathering of the Tribes in het Golden Gate Park in San Francisco in 1967. Quicksilver was een psychedelische muziekgroep, opgericht door Dino Valente (artiestennaam van Chet Powers). De andere leden waren John Cipollina, Jim Murray, David Freiberg, Greg Elmore en Gary Duncan.
Hoewel Quicksilver Messenger Service al snel in de problemen kwam door vermeend drugsbezit, begon de groep in 1965 aan een tour langs de westkust van de Verenigde Staten. In 1967 kwam hun eerste contact met de platenmaatschappij Capitol Records tot stand en werden de platen Quicksilver Messenger Service en Happy Trails uitgebracht. Murray en Duncan hadden de band toen al verlaten en Nicky Hopkins was toegetreden tot Quicksilver Messenger Service.
Het opstappen en toetreden van bandleden werd zo'n beetje het handelsmerk van de groep en zij viel uiteen. In 1975 en 1986 werden pogingen ondernomen om de band nieuw leven in te blazen, maar echt succesvol waren die pogingen niet.
Quicksilver Messenger Service maakte vooral muziek die recht toe recht aan was, als begeleiding van teksten die recht uit het hart kwamen. Bij optredens lag het accent veel op improvisatie en experiment.
Het bekendste werk van de groep is ongetwijfeld Happy Trails uit 1969, een elpee die in de boeken van de popgeschiedenis is terechtgekomen als "the finest live album ever recorded". Ruim de helft van deze plaat, zeven nummers, is gewijd aan een QMS-versie van de Bo Diddley-klassieker Who Do You Love?. De gitaren van Cipollina en Duncan en het publiek van Bill Graham's Fillmore Auditorium proberen elkaar op deze legendarische opname te overtreffen met varianten op de typische Bo Diddley-riff.

## Discografie
- Quicksilver Messenger Service (1968)
- Happy Trails (1969)
- Shady Grove (1970)
- Just For Love (1970)
- What About Me (1971)
- Quicksilver (1971)
- Comin' Thru (1972)
- Anthology (1973)
- Solid Silver (1975)
- Peace by Piece (1986)
- Sons of Mercury: The Best of Quicksilver Messenger Service, 1968-1975 (1991)
- Shape Shifter (1996)
- Live at Fieldstone (1997)

## Bandleden (1968-1998)
- Gary Duncan (gitaar, zang)
- John Cipollina (gitaar, zang)
- David Freiberg (basgitaar, gitaar, keyboards, gitaar en zang)
- Greg Elmore (drums, percussie en zang)
- Dino Valenti (gitaar en zang)
- Nicky Hopkins (keyboards)
- Jim Murray (zang, harmonica)
- Michael Lewis (keyboards)
- Mark Naftalin (keyboards)
- Chuck Steaks (keyboards)
- Mark Ryan (basgitaar)
- Greg Errico (drums)
- Bobby Vega (basgitaar)
- Jim Guyett (basgitaar)
- John Bird (gitaar en zang)
- Tony Menjivar (percussie)